# Каналът „Блаумилх“
„Каналът „Блаумилх“ (на иврит: תעלת בלאומילך) е израелско-американско-западногермански филм от 1969 година, комедия на режисьора Ефраим Кишон по негов собствен сценарий, базиран на едноименния му разказ.
В центъра на сюжета е избягал от психиатрична клиника пациент, който започва да разкопава оживена улица в Тел Авив и в резултат на бюрократични неуредици успява да прокопае плавателен канал до Средиземно море. Главните роли се изпълняват от Бомба Цур, Нисим Азикри, Шрага Фридман, Авнер Хизкияху.
„Каналът „Блаумилх“ е номиниран за наградата „Златен глобус“ за неанглоезичен филм.